# Martina Santandrea
Martina Santandrea (Bentivoglio, 5 de septiembre de 1999) es una deportista italiana que compitió en gimnasia rítmica, en la modalidad de conjuntos.
Participó en los Juegos Olímpicos de Tokio 2020, obteniendo una medalla de bronce en la prueba por conjuntos (junto con Martina Centofanti, Agnese Duranti, Alessia Maurelli y Daniela Mogurean).
Ganó diez medallas en el Campeonato Mundial de Gimnasia Rítmica entre los años 2017 y 2022, y nueve medallas en el Campeonato Europeo de Gimnasia Rítmica entre los años 2018 y 2022.
Se retiró de la competición en 2023, con solo 24 años.

## Palmarés internacional
| Juegos Olímpicos   | Juegos Olímpicos     | Juegos Olímpicos  | Juegos Olímpicos            |
| Año                | Lugar                | Medalla           | Prueba                      |
| ------------------ | -------------------- | ----------------- | --------------------------- |
| 2020               | Tokio (Japón)        | Medalla de bronce | Conjuntos                   |
| Campeonato Mundial |                      |                   |                             |
| Año                | Lugar                | Medalla           | Prueba                      |
| 2017               | Pésaro (Italia)      | Medalla de oro    | 5 con aro                   |
| 2018               | Sofía (Bulgaria)     | Medalla de oro    | 3 con pelota + 2 con cuerda |
| 2018               | Sofía (Bulgaria)     | Medalla de plata  | Concurso completo           |
| 2018               | Sofía (Bulgaria)     | Medalla de bronce | 5 con aro                   |
| 2019               | Bakú (Azerbaiyán)    | Medalla de bronce | 3 con aro + 2 con mazas     |
| 2021               | Kitakyushu (Japón)   | Medalla de oro    | 3 con aro + 2 con mazas     |
| 2021               | Kitakyushu (Japón)   | Medalla de plata  | Concurso completo           |
| 2021               | Kitakyushu (Japón)   | Medalla de plata  | 5 con pelota                |
| 2022               | Sofía (Bulgaria)     | Medalla de oro    | Equipo                      |
| 2022               | Sofía (Bulgaria)     | Medalla de plata  | 3 con cinta + 2 con pelota  |
| Campeonato Europeo |                      |                   |                             |
| Año                | Lugar                | Medalla           | Prueba                      |
| 2018               | Guadalajara (España) | Medalla de oro    | 5 con aro                   |
| 2018               | Guadalajara (España) | Medalla de plata  | Concurso completo           |
| 2018               | Guadalajara (España) | Medalla de plata  | 3 con pelota + 2 con cuerda |
| 2021               | Varna (Bulgaria)     | Medalla de plata  | Concurso completo           |
| 2021               | Varna (Bulgaria)     | Medalla de bronce | 3 con aro + 2 con mazas     |
| 2022               | Tel Aviv (Israel)    | Medalla de oro    | 5 con aro                   |
| 2022               | Tel Aviv (Israel)    | Medalla de oro    | 3 con cinta + 2 con pelota  |
| 2022               | Tel Aviv (Israel)    | Medalla de plata  | Concurso completo           |
| 2022               | Tel Aviv (Israel)    | Medalla de plata  | Equipo                      |